# 特于塞

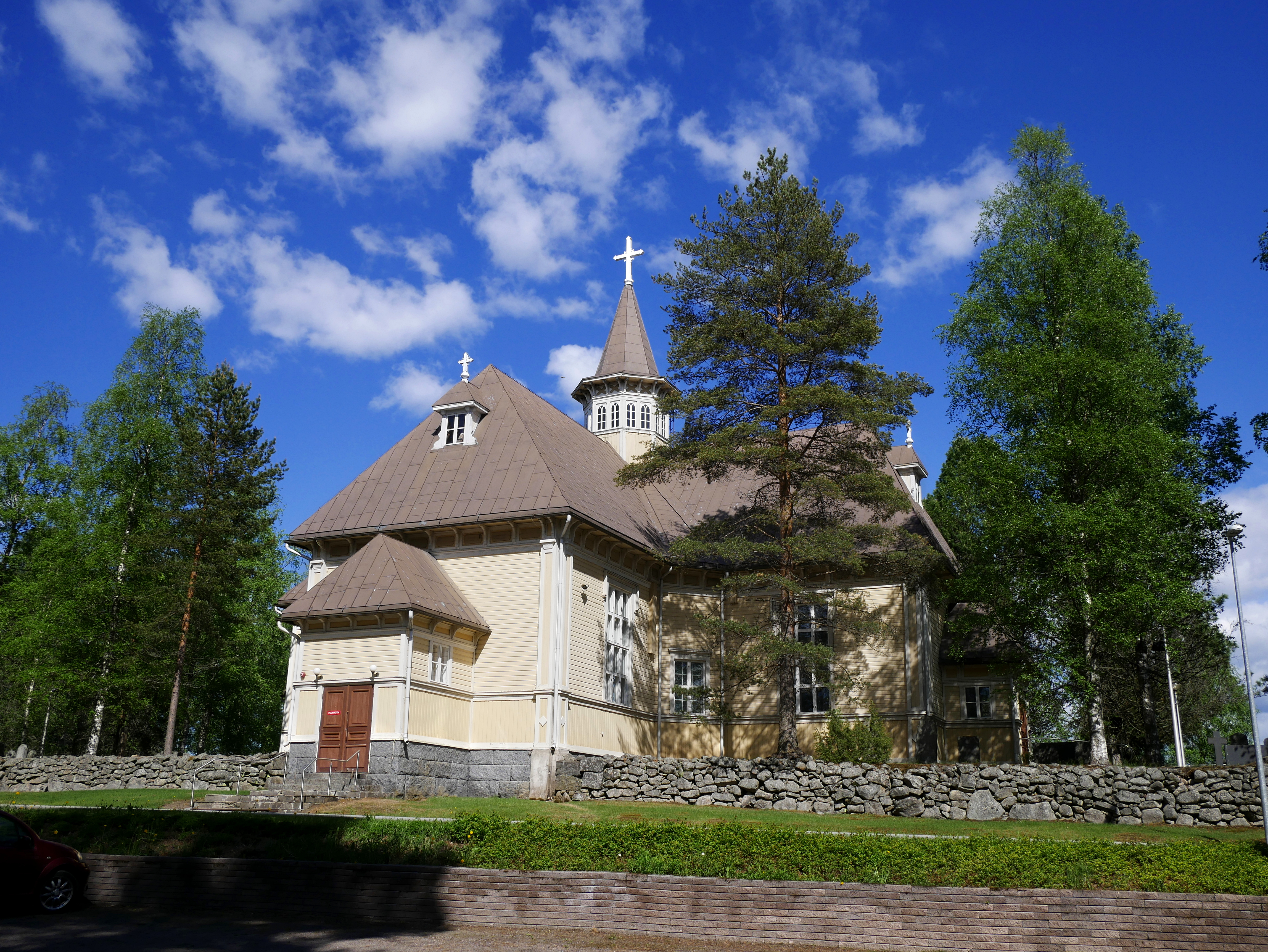
特于塞教堂

特于塞（芬蘭語：Töysä）是芬蘭一个已废置的市鎮，位於南博滕區内，始建於1865年，面積310平方公里，最高點海拔高度180米，2013年人口3,156，人口密度為每平方公里10.6人。2013年初合并至阿拉武斯市镇。

## 外部連結
- Municipality of Töysä – Official website